# Blackwater (Hampshire)
Pour les articles homonymes, voir Blackwater.
Blackwater est un village du Hampshire, en Angleterre.